# I型起源
《I型起源》（英語：I Origins）是一部2014年的美国科幻电影，由邁克·卡希爾编剧和导演。2014年1月18日在圣丹斯电影节首映。

## 劇情介绍
伊恩·格雷是一名分子生物學在讀博士，專攻眼睛的進化。在一個聚會上，他邂逅了一位神秘的面具女郎，憑着記憶裏女孩美麗動人的眼睛，他找到了她，兩人陷入愛河。儘管兩人對于生活的基本信條完全不同，但卻絲毫未影響感情。多年後，伊恩和他的實驗搭檔凱倫有了一次具有深遠意義的發現，他必須要離開家人，穿越世界各地去找尋這項新發現的意義。

## 演員
- 米高·彼特 飾演 Ian Gray
- 布里特·马灵 飾演 Karen
- 阿斯特丽德·伯格斯-弗瑞斯贝 飾演 Sofi Elizondo
- 史蒂文·連 飾演 Kenny
- 雅琪·潘嘉比 飾演 Priya Varma
- 卡拉·西摩爾（英语：Cara Seymour） 飾演 Dr. Jane Simmons
- 凡尼達·伊文斯（英语：Venida Evans） 飾演 Margaret Dairy
- 威廉·麥鮑瑟 飾演 Darryl Mackenzie
- Kashish 飾演 Salomina